# Silla Hill
Silla Hill är en kulle i Antarktis. Den ligger i Sydshetlandsöarna. Argentina, Chile och Storbritannien gör anspråk på området. Toppen på Silla Hill är 8 meter över havet.
Terrängen runt Silla Hill är kuperad åt nordost, men åt sydväst är den platt. Havet är nära Silla Hill åt sydväst. Trakten är glest befolkad. Närmaste befolkade plats är Escudero Station, 11,2 kilometer väster om Silla Hill. 